# St. Georg (Wartenberg)

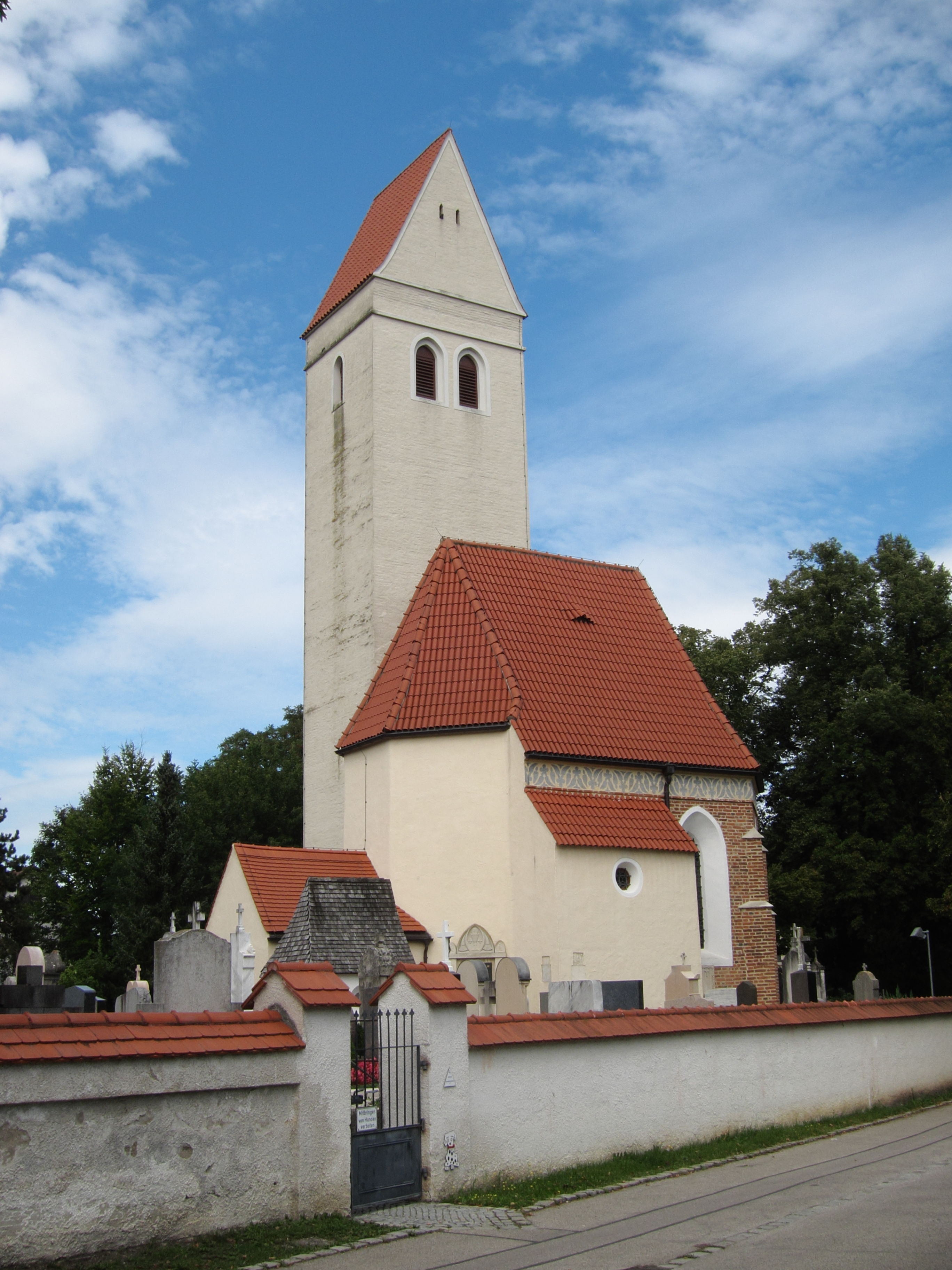
St. Georg in Wartenberg

Die römisch-katholische Kirche St. Georg, die ehemalige Pfarrkirche des verschwundenen Ortsteils Rockelfing, steht in Wartenberg im oberbayerischen Landkreis Erding. Sie ist in der Liste der Baudenkmäler in Wartenberg (Oberbayern) unter der Nummer D-1-77-143-2 eingetragen. Die Kirche gehört zum Dekanat Erding im Erzbistum München und Freising.

## Beschreibung
Das Kirchenschiff der nach 1500 erbauten gotischen Saalkirche wurde 1708 abgebrochen. Der mit einem Fünfachtelschluss versehene, von dreieckigen Strebepfeilern gestützte Chor aus unverputzten Backsteinen erhielt im Westen einen dreiseitigen Abschluss. Der dort befindliche Vorbau birgt das Portal. Der quer mit einem Satteldach bedeckte Kirchturm der abgebrochenen Kirche an der Nordwand des Chors blieb erhalten.
Der Innenraum ist mit einem Netzgewölbe überspannt. Wände und Gewölbe zeigen Malereien aus der Zeit der Spätrenaissance. Zur Kirchenausstattung gehört neben dem 1864 aus der abgegangenen Kirche in Appolding übernommenen bedeutenden Flügelaltar eine um 1500 geschaffene Kreuzigungsgruppe an der Nordwand.